# James Nash (autóversenyző)
James Nash (Milton Keynes, 1985. december 16. –) brit autóversenyző, aki korábban versenyzett többek között a Brit túraautó-bajnokságban és a Túraautó-világbajnokságban is, legutóbb pedig a Brit túraautó-bajnokság mezőnyének volt a tagja.

## Pályafutása

### Korai évek
Nash 2005-ig gokartozott, majd 2005-ben bemutatkozott a Formula Ford szériában. Egy győzelmet, két pole-pozíciót szerzett, ezek mellett kétszer futott a szezon során az adott versenyen leggyorsabb kört, egyszer második és egyszer harmadik lett. Jelölték a McLaren Autosport BRDC díjra 2006-ban.
2007-ben másodikként teljesítette a Brit Formula Ford bajnokság szezonját, valamint tesztelt a Fluid Motorsport Brit Formula 3-as csapatánál
Ezután hátat fordított az úgynevezett "open-wheel" autóknak és a túraautózásra kezdett összpontosítani. 2008-ban a SEAT León-Európa-kupában versenyzett, a SUNRED Engineering SEAT-jával, amely csapat Túraautó-világbajnokságon is érdekelt volt, a szezon során 36 pontot gyűjtött és a tabella 4. helyén osztozkodott Massimiliano Pedalàval.

### Brit túraautó-bajnokság

#### RML

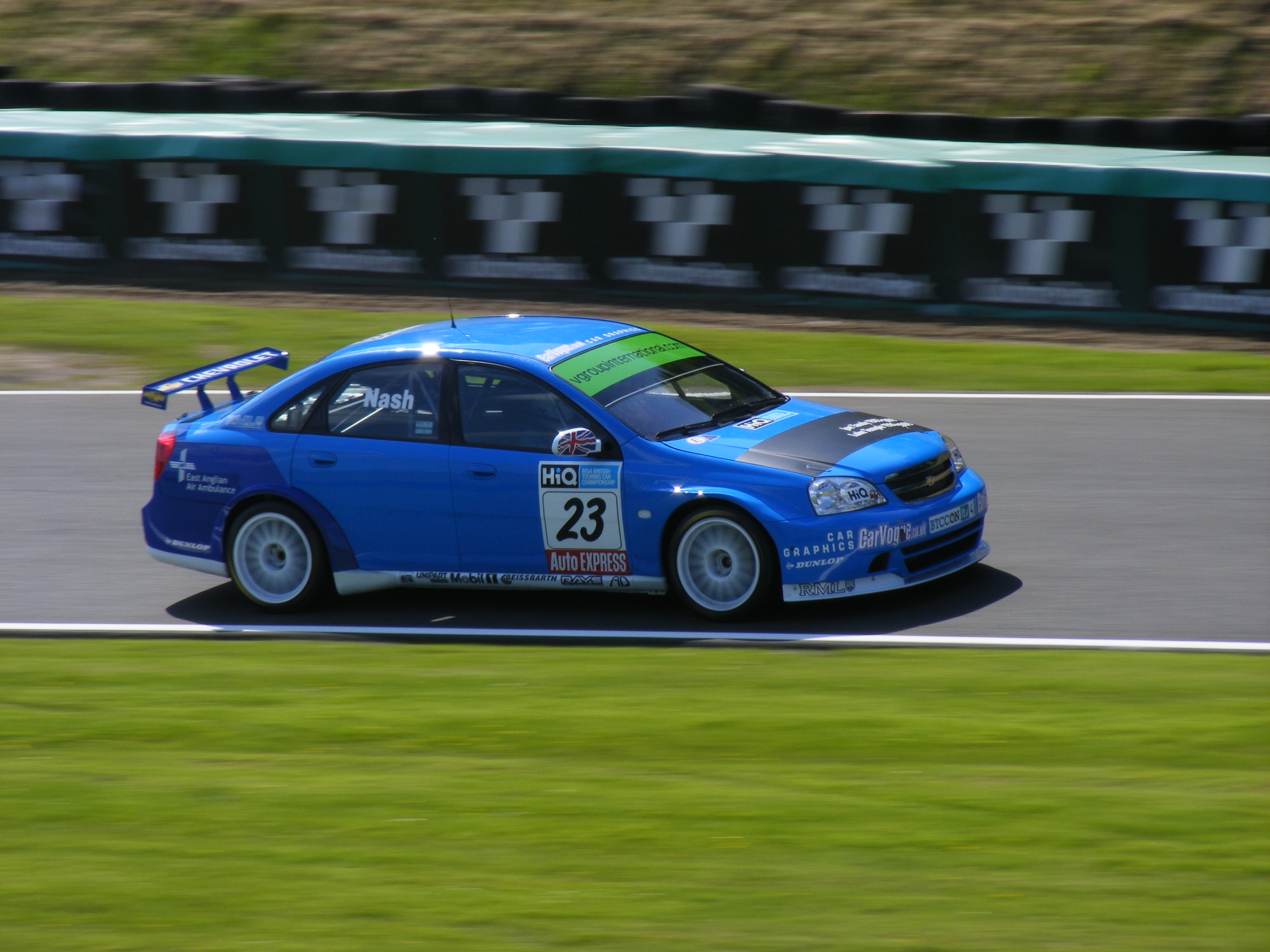
Nash bemutatkozott a brit túraautó-bajnokságban.

2009-ben mutatkozhatott be a Brit túraautó-bajnokságban a szezon közben az Oulton Park-i fordulóban csatlakozott egy RML Chevrolet Lacettivel. Nyolcadik futamán Snetterton-ban szerezte meg első pontjait a bajnokságban egy 8. hellyel, ami 3 pontot jelentett. Nem sokkal később Silverstone-ban már a harmadik helyen végzett és a maradék 5 futamból háromszor pontszerző helyen ért célba, első nekifutásra 24 egységet szerzett ami a tabella 15. helyére volt elegendő.

#### Triple 8 Race Engineering (2010–2011)

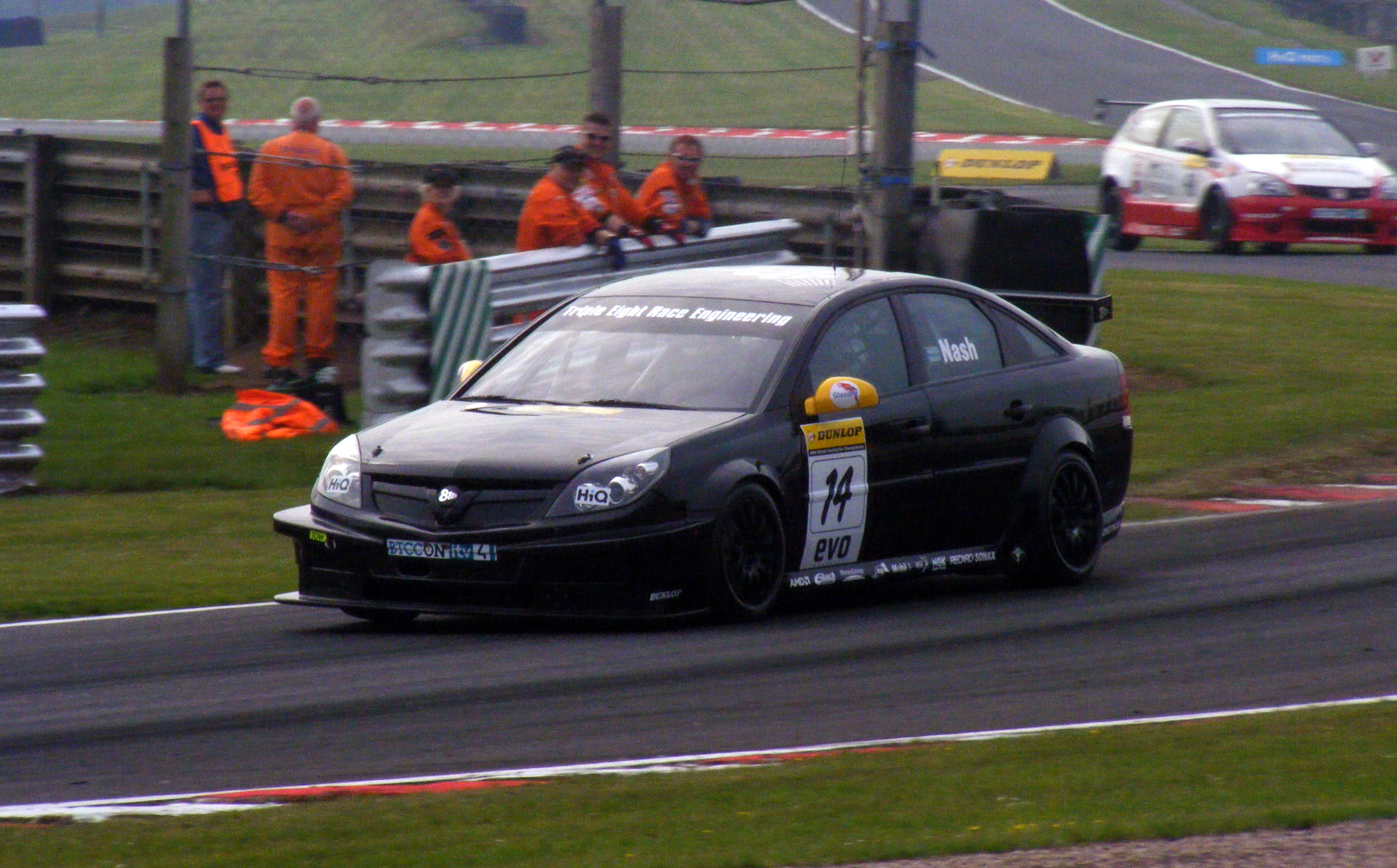
A Vauxhallal 2010-ben.

2010-re csapatot és autót váltott, a Lacetti helyett Vauxhall Vectrával teljesítette az évet, az első fordulót kihagyta, de az összes többin rajthoz állt és Oulton Park-ban ismét dobogós helyen végzett, harmadik lett, a szezon során többször nem állhatott dobogóra, de így is szerzett 52 pontot, amivel a 12. lett a tabellán a szezon végén.
A 2011-es szezonban már tényleg teljes szezont futott, ráadásul az eredményei is javultak: összesen kilenc alkalommal pezsgőzhetett a dobogón; ráadásul megszerezte első győzelmét Rockingham-ben, további négy alkalommal második lett és ugyanennyiszer csípte el a dobogó legkisebb fokát jelentő 3. pozíciót is. Megszerzett 191 pontja az év végi összesítés 5. pozíciójához volt elég.

#### BTC Norlin Racing (2018)
Közel 7 év után Nash 2018-ban visszatért a BTCC-be. A BTC Norlin Racingtől kapta meg a lehetőséget, egy Honda Civic Type R-rel állt rajthoz. Nash és a csapat útjai már a harmadik versenyhétvége után - amit Thruxtonban rendeztek - különváltak, miután nem sikerült erős eredményeket elérni, Nashnek a kilenc verseny során mindössze hat pontot sikerült szerezni, legjobb eredménye a Donington parki harmadik futamon elért tizenkettedik helyezés volt.

### Túraautó-világbajnokság

#### Team Aon (2012)

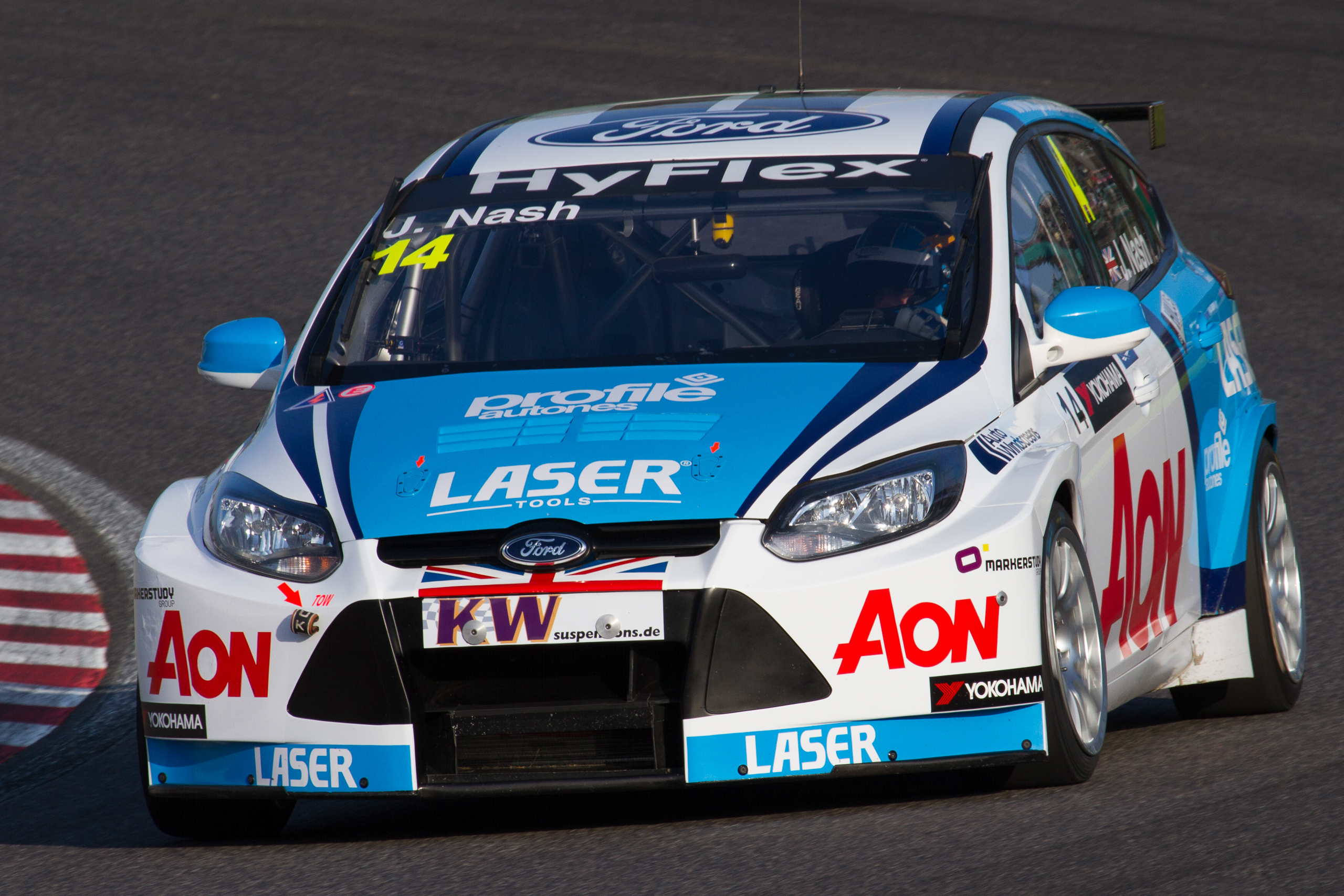
Nash a Team Aon versenyautójával a japán nagydíjon.

2012-ben csatlakozhatott a túraautózás legmagasabban rangsorolt bajnokságához a WTCC-hez, ráadásul rögtön gyári csapattal, a Team Aon Ford Focusával, csapattársa Tom Chilton volt. Az autó azonban nem volt versenyképes így a két Ford a szezon nagy részében a mezőny végén versenyzett. Nash a nem túl versenyképes autóval a Marrákesi második futamon azonban az első helyről indulhatott. Magamögött tudta tartani a BMW-s Franz Engstlert, viszont a gyári Chevykkel nem tudott mit kezdeni, valamint Pepe Oriola és Stefano D’Aste is meg tudta előzni a jóval versenyképesebb technikával, de Nasht így is 6.-ként intették le, amivel megszerezte első pontjait a WTCC-ben, rögtön 8-at. Bár a Slovakiaring időmérőjén a 4. pozícióban végzett, de kapott egy tíz rajthelyes büntetést így elszálltak az esélyei egy jó eredmény elérésére. A szezon során már csak két pontra volt elég az autó, mind a kettőt a drámai Osztrák futamokon szerezte. A szezon végén csak a 20. lett 12 ponttal, viszont legyőzte csapattársát Tom Chiltont, aki a 22. lett 7 egységgel. a Ford azonban a szezon végén a gyenge eredmények miatt távozott.

##### Bamboo Engineering (2013)

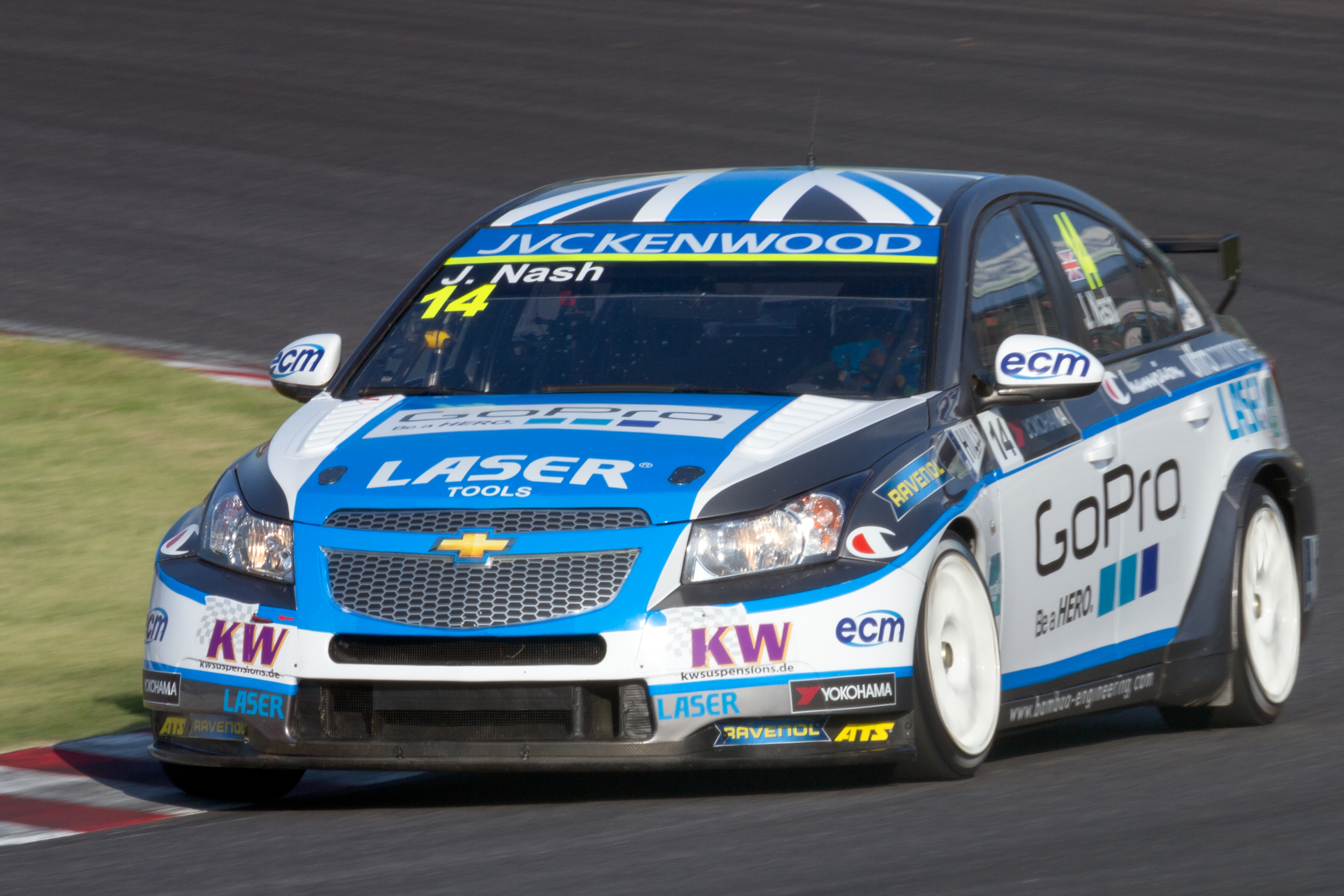
Nash már Chevrolet-val teljesítette a 2013-as szezont.

2012 decemberében a Bamboo Engineering bejelentette Nash érkezését a 2013-as szezonra, ezzel nagy lehetőséghez juttatva a versenyzőt, ugyanis a Bamboo Engineering Chevrolet Cruzet használt, ami az akkori mezőny legversenyképesebb autója volt. A szezont két hetedik hellyel kezdte, azonban a harmadik futamon Marrákesben megszerezte első dobogóját a WTCC-ben, a 3. lett. A szezon további részében két futamot leszámítva mindig a legjobb 10-ben végzett, két futamgyőzelmet szerzett (Ausztriában, valamint Portugáliában) egyszer második lett és még egy harmadik helyet is szerzett. Ezzel a stabil versenyzéssel egészen a VB tabella 3. helyéig menetelt, 226 pontot gyűjtve. A privát csapatok versenyzői számára kiírt Yokohama bajnokságot pedig fölényesen nyerte csapattársa Alex MacDowall előtt.
Jó formája ellenére azonban nem volt számára hely a sorozatban.

### Blancpain Endurance Széria

#### Belgian Audi Club Team WRT (2014–2015)
2014-ben a Blancpain Endurance Szériában versenyzett a Belgian Audi Club Team WRT csapatánál, a 2-es rajtszámmal. Csapattársai Christopher Mies és Frank Stippler voltak.

### TCR nemzetközi sorozat

#### Proteam Racing (2015)
Nash A 2015-ös szezon utolsó hétvégéjén debütált a TCR-ben egy Ford Focus ST-vel Makaó-ban, az első hétvégéje felejthetőre sikeredett, miután az első futamon kiesett, a másodikon pedig nem tudott rajthoz állni.

#### Team Craft-Bamboo Lukoil (2016-2017)
A sorozat második évében 2016-ban már teljes szezont teljesített a Team Craft-Bamboo Lukoil színeiben, immáron egy SEAT Leónnal. A szezon folyamán ismételten a megbízható vezetésének köszönhetően végig harcban állt a bajnoki cím megszerzéséért a széria első bajnokával Stefano Cominivel. Az utolsó hétvégére Makaóra viszonylag nagy, 33,5 pontos előnnyel érkezett Cominivel szemben. A hétvége azonban nem sikerült jól Nash számára, az első futamot feladni kényszerült míg Comini behúzta a győzelmet, Nash a második futamon is csak a 8. lett, Comini pedig a 4. helyen ért célba amivel bajnok lett, Nash pedig az ezüstérmes pozícióba csúszott vissza a tabellán 264 ponttal. Összesen tizenegyszer ünnepelhetett a dobogón: két győzelmet szerzett, négyszer második valamint ötször harmadik lett.
2017-nek is a Lukoil SEAT-jával vágott neki. Ez a szezon már nem sikerült olyan eredményesen Nash számára mint az előző kettő, mindössze kétszer állhatott dobogóra, egyszer második, egyszer pedig harmadik lett. Továbbra is rendszeres pontszerző volt, de megszerzett 129 pontja mindössze a 7. helyhez volt elegendő a végelszámolásnál.

### Egyéb
Nash rajthoz állt a 2011-es dubaji 24 órás versenyen, megszerezte az első rajthelyet és megfutotta a verseny leggyorsabb körét. Szintén ebben az évben részt vett a Brit GT bajnokság Donington Park-i fordulóján egy Lotus Evorával Phil Glew csapattársaként kategória győzelmet arattak a GT4 besorolásban.

## Eredményei

### Teljes Brit túraautó-bajnokság eredménylistája
| Év   | Csapat                              | Autó               | 1        | 2        | 3        | 4        | 5        | 6        | 7        | 8        | 9        | 10       | 11       | 12       | 13       | 14       | 15       | 16       | 17       | 18        | 19       | 20       | 21       | 22       | 23       | 24       | 25       | 26       | 27       | 28      | 29       | 30       | Helyezés | Pont |
| ---- | ----------------------------------- | ------------------ | -------- | -------- | -------- | -------- | -------- | -------- | -------- | -------- | -------- | -------- | -------- | -------- | -------- | -------- | -------- | -------- | -------- | --------- | -------- | -------- | -------- | -------- | -------- | -------- | -------- | -------- | -------- | ------- | -------- | -------- | -------- | ---- |
| 2009 | RML                                 | Chevrolet Lacetti  | BRH 1    | BRH 2    | BRH 3    | THR 1    | THR 2    | THR 3    | DON 1    | DON 2    | DON 3    | OUL 1 11 | OUL 2 Ki | OUL 3 17 | CRO 1 13 | CRO 2 15 | CRO 3 Ki | SNE 1 Hn | SNE 2 8  | SNE 3 Kiz | KNO 1    | KNO 2    | KNO 3    | SIL 1 3  | SIL 2 Ki | SIL 3 8  | ROC 1 8  | ROC 2 7  | ROC 3 Ki | BRH 1   | BRH 2    | BRH 3    | 15.      | 24   |
| 2010 | Uniq Racing with Triple Eight       | Vauxhall Vectra    | THR 1    | THR 2    | THR 3    | ROC 1 Ki | ROC 2 10 | ROC 3 8  | BRH 1 Ki | BRH 2 10 | BRH 3 7  | OUL 1 9  | OUL 2 7  | OUL 3    | CRO 1 6  | CRO 2 13 | CRO 3 11 | SNE 1 5  | SNE 2 10 | SNE 3 Ki* | SIL 1 11 | SIL 2 11 | SIL 3 8  | KNO 1 Ki | KNO 2 11 | KNO 3 11 | DON 1 17 | DON 2 10 | DON 3 10 | BRH 1 8 | BRH 2 9  | BRH 3 7  | 12.      | 52   |
| 2011 | 888 Racing with Collins Contractors | Vauxhall Vectra    | BRH 1 2  | BRH 2 4  | BRH 3 6  | DON 1 3* | DON 2    | DON 3    | THR 1 8  | THR 2 6  | THR 3 4  | OUL 1 4  | OUL 2    | OUL 3 13 | CRO 1 8  | CRO 2 11 | CRO 3 5  | SNE 1 5  | SNE 2    | SNE 3 6   | KNO 1 6  | KNO 2 8  | KNO 3 15 | ROC 1 9  | ROC 2 6  | ROC 3 1* | BRH 1 4  | BRH 2 6  | BRH 3    | SIL 1 3 | SIL 2 15 | SIL 3 17 | 5.       | 191  |
| 2018 | BTC Norlin Racing                   | Honda Civic Type R | BRH 1 17 | BRH 2 14 | BRH 3 Ki | DON 1 18 | DON 2 Ki | DON 3 12 | THR 1 23 | THR 2 21 | THR 3 23 | OUL 1    | OUL 2    | OUL 3    | CRO 1    | CRO 2    | CRO 3    | SNE 1    | SNE 2    | SNE 3     | ROC 1    | ROC 2    | ROC 3    | KNO 1    | KNO 2    | KNO 3    | SIL 1    | SIL 2    | SIL 3    | BRH 1   | BRH 2    | BRH 3    | 31.      | 6    |

### Teljes Brit GT bajnokság eredménylistája
| Év   | Csapat          | Autó            | Osztály | 1     | 2     | 3        | 4        | 5        | 6        | 7        | 8        | 9        | 10    | Helyezés | Pont |
| ---- | --------------- | --------------- | ------- | ----- | ----- | -------- | -------- | -------- | -------- | -------- | -------- | -------- | ----- | -------- | ---- |
| 2011 | Lotus Sport UK  | Lotus Evora     | GT4     | OUL 1 | OUL 2 | SNE 1    | BRH 1    | SPA 1    | SPA 2    | ROC 1    | ROC 2    | DON 1 13 | SIL 1 | 10.      | 37.5 |
| 2015 | UltraTek Racing | Lotus Evora GT4 | GT4     | OUL 1 | OUL 2 | ROC 1 23 | SIL 1 21 | SPA 1 29 | BRH 1 19 | SNE 1 Ki | SNE 2 26 | DON 1 16 |       | 19.      | 27   |

### Teljes WTCC-s eredménysorozata
| Év   | Csapat             | Autó                 | 1   | 1   | 2   | 2   | 3   | 3   | 4   | 4   | 5   | 5   | 6   | 6   | 7   | 7   | 8   | 8   | 9   | 9   | 10  | 10  | 11  | 11  | 12  | 12  | Hely | Pont |
| 2012 | Team Aon           | Ford Focus S2000 TC  | ITA | ITA | ESP | ESP | MAR | MAR | SVK | SVK | HUN | HUN | AUT | AUT | POR | POR | BRA | BRA | USA | USA | JPN | JPN | CHN | CHN | MAC | MAC | 20.  | 12   |
| ---- | ------------------ | -------------------- | --- | --- | --- | --- | --- | --- | --- | --- | --- | --- | --- | --- | --- | --- | --- | --- | --- | --- | --- | --- | --- | --- | --- | --- | ---- | ---- |
| 2012 | Team Aon           | Ford Focus S2000 TC  | 16  | 13  | 12  | Ki  | Ki  | 6   | Ki4 | Ni  | 11  | 19  | 10  | 10  | Ki  | Ki  | 14  | 15  | 17  | 17  | 19  | 16  | Ki  | Ki  | 12  | 12  | 20.  | 12   |
| 2013 | bamboo-engineering | Chevrolet Cruze 1.6T | ITA | ITA | MAR | MAR | SVK | SVK | HUN | HUN | AUT | AUT | RUS | RUS | POR | POR | ARG | ARG | USA | USA | JPN | JPN | CHN | CHN | MAC | MAC | 3.   | 226  |
| 2013 | bamboo-engineering | Chevrolet Cruze 1.6T | 7   | 7   | 32  | 4   | 6   | 17  | 9   | 4   | 2   | 1   | 8   | 10  | 11  | 1   | 9   | 7   | 5   | 8   | 5   | 5   | 34  | 6   | 6   | 4   | 3.   | 226  |

† A versenyt nem fejezte be, de helyezését értékelték, mert a versenytáv több, mint 90%-át teljesítette.

### Teljes Blancpain Sprint Széria eredménylistája
| Év   | Csapat                     | Autó              | Osztály | 1         | 2        | 3        | 4        | 5         | 6         | 7         | 8        | 9        | 10        | 11       | 12        | 13        | 14        | Helyezés | Pont |
| ---- | -------------------------- | ----------------- | ------- | --------- | -------- | -------- | -------- | --------- | --------- | --------- | -------- | -------- | --------- | -------- | --------- | --------- | --------- | -------- | ---- |
| 2015 | Belgian Audi Club Team WRT | Audi R8 LMS ultra | Pro     | NOG QR 11 | NOG CR 6 | BRH QR 8 | BRH CR 9 | ZOL QR Ki | ZOL CR Ni | MOS QR 11 | MOS CR 8 | ALG QR 6 | ALG CR 12 | MIS QR 8 | MIS CR 13 | ZAN QR Ki | ZAN CR Ki | 21.      | 17   |

### Teljes TCR nemzetközi sorozat eredménylistája
| Év   | Csapat                     | Autó          | 1   | 1   | 2   | 2   | 3   | 3   | 4   | 4   | 5   | 5   | 6   | 6   | 7   | 7   | 8   | 8   | 9   | 9   | 10  | 10  | 11  | 11  | Helyezés | Pont |
| 2015 | Proteam Racing             | Ford Focus ST | MAL | MAL | CHN | CHN | ESP | ESP | POR | POR | ITA | ITA | AUT | AUT | RUS | RUS | RBR | RBR | SIN | SIN | THA | THA | MAC | MAC | HN       | 0    |
| ---- | -------------------------- | ------------- | --- | --- | --- | --- | --- | --- | --- | --- | --- | --- | --- | --- | --- | --- | --- | --- | --- | --- | --- | --- | --- | --- | -------- | ---- |
| 2015 | Proteam Racing             | Ford Focus ST |     |     |     |     |     |     |     |     |     |     |     |     |     |     |     |     |     |     |     |     | Ki  | Ni  | HN       | 0    |
| 2016 | Team Craft-Bamboo Lukoil   | SEAT León TCR | BHR | BHR | POR | POR | BEL | BEL | ITA | ITA | AUT | AUT | GER | GER | RUS | RUS | THA | THA | SIN | SIN | MAL | MAL | MAC | MAC | 2.       | 264  |
| 2016 | Team Craft-Bamboo Lukoil   | SEAT León TCR | 3   | 2   | 6   | 1   | 85  | 6   | Ki  | Ni  | 2   | 4   | 3   | 3   | 8   | 4   | 2   | 1   | 5   | 3   | 3   | 2   | 18† | 8   | 2.       | 264  |
| 2017 | Lukoil Craft-Bamboo Racing | SEAT León TCR | GEO | GEO | BHR | BHR | BEL | BEL | ITA | ITA | AUT | AUT | HUN | HUN | GER | GER | THA | THA | CHN | CHN | UAE | UAE |     |     | 7.       | 129  |
| 2017 | Lukoil Craft-Bamboo Racing | SEAT León TCR | 13  | 5   | 7   | 2   | 11  | 8   | 12  | 4   | 6   | 6   | 7   | 9   | 4   | Ki  | Ki  | 7   | 9   | 3   | 4   | 11  |     |     | 7.       | 129  |

† A versenyt nem fejezte be, de helyezését értékelték, mert a versenytáv több, mint 75%-át teljesítette.

## Fordítás
Ez a szócikk részben vagy egészben a James Nash (racing driver) című angol Wikipédia-szócikk ezen változatának fordításán alapul.  Az eredeti cikk szerkesztőit annak laptörténete sorolja fel. Ez a jelzés csupán a megfogalmazás eredetét és a szerzői jogokat jelzi, nem szolgál a cikkben szereplő információk forrásmegjelöléseként.